# Olympische Sommerspiele 1980/Hockey
Bei den Olympischen Sommerspielen 1980 (offiziell: Spiele der XXII. Olympiade) in der sowjetischen Hauptstadt Moskau fanden erstmals zwei Wettkämpfe im Hockey statt: Neben dem Herren-Turnier wurde auch ein Damen-Turnier ausgetragen.
Durch den Boykott der meisten westlichen Länder fehlten bis auf Indien und Spanien die weltbesten Teams.
Gespielt wurde in der Kleinen Sportarena Dynamo und im Stadion der Jungen Pioniere. Die Kleine Sportarena wurde für die beiden Hockey-Turniere vollständig renoviert und hatte 10.000 Plätze. Das Stadion der Jungen Pioniere erhielt einen Kunstrasen und wurde modernisiert. Zusätzlich zu der vorhandenen Tribüne mit 3.000 Sitzplätzen auf der Südseite wurde auf der gegenüberliegenden Seite eine temporäre Tribüne mit 2.000 Sitzen errichtet.

## Herren
Bei den Herren war ein Turnier mit 12 Teilnehmern geplant. Nominiert waren die ersten Acht der Weltmeisterschaften von 1978 Pakistan, Niederlande, Australien, Deutschland, Spanien, Indien, Großbritannien und Argentinien, weiterhin der Titelverteidiger Neuseeland, der Gastgeber Sowjetunion, aus Afrika Kenia und aus Asien Malaysia. Bis auf Spanien, Indien und die Sowjetunion sagten alle Hockeyverbände ab. Von den sieben Ersatzteams sagte nur Polen zu. Schließlich wurden Tansania und Kuba eingeladen, insgesamt kam so ein halbiertes Teilnehmerfeld von sechs Nationen zusammen. Spanien verzichtete auf seine Nationalflagge und trat unter den olympischen Ringen an.

### Turniermodus
Aufgrund der geringen Teilnehmerzahl wurde – wie bei den Damen – eine einfache Runde „jeder gegen jeden“ gespielt. Daraus ergab sich eine Tabelle, in denen die besten 2 das Finale ausspielten, der Dritt- und Viertplatzierte das Spiel um Platz 3 und die letzten beiden das Spiel um Platz 5.

### Gruppenspiele
| 20. Juli | 11:00 | Polen       | – | Kuba        | 7:1 (3:0)   |
|          | 12:45 | Indien      | – | Tansania    | 18:0 (12:0) |
|          | 17:00 | Spanien     | – | Sowjetunion | 2:1 (1:1)   |
| 21. Juli | 11:00 | Sowjetunion | – | Kuba        | 11:2 (5:1)  |
|          | 12:45 | Spanien     | – | Tansania    | 12:0 (7:0)  |
|          | 17:00 | Indien      | – | Polen       | 2:2 (1:0)   |
| 23. Juli | 11:00 | Kuba        | – | Tansania    | 4:0 (2:0)   |
|          | 12:45 | Indien      | – | Spanien     | 2:2 (1:1)   |
|          | 17:00 | Sowjetunion | – | Polen       | 5:1 (2:0)   |
| 24. Juli | 11:00 | Indien      | – | Kuba        | 13:0 (8:0)  |
|          | 12:45 | Spanien     | – | Polen       | 6:0 (5:0)   |
|          | 17:00 | Sowjetunion | – | Tansania    | 11:1 (7:1)  |
| 26. Juli | 11:00 | Polen       | – | Tansania    | 9:1 (3:1)   |
|          | 12:45 | Indien      | – | Sowjetunion | 4:2 (2:0)   |
|          | 17:00 | Spanien     | – | Kuba        | 11:0 (7:0)  |

| Tabelle | Tabelle     | Tabelle | Tabelle | Tabelle | Tabelle | Tabelle | Tabelle |
| Platz   | Team        | Spiele  | Siege   | Unt.    | Ndl.    | Tore    | Punkte  |
| ------- | ----------- | ------- | ------- | ------- | ------- | ------- | ------- |
| 1.      | Spanien     | 5       | 4       | 1       | 0       | 33:03   | 9       |
| 2.      | Indien      | 5       | 3       | 2       | 0       | 39:06   | 8       |
| 3.      | Sowjetunion | 5       | 3       | 0       | 2       | 30:11   | 6       |
| 4.      | Polen       | 5       | 2       | 1       | 2       | 19:15   | 5       |
| 5.      | Kuba        | 5       | 1       | 0       | 4       | 07:42   | 2       |
| 6.      | Tansania    | 5       | 0       | 0       | 5       | 03:54   | 0       |

### Finalrunde

#### Spiel um Platz 5
| 29. Juli | 11:00 | Tansania | – | Kuba | 1:4 (0:1) |

#### Spiel um Platz 3
| 29. Juli | 11:00 | Sowjetunion | – | Polen | 2:1 (2:0) |

#### Finale
| 29. Juli | 17:00 | Indien | – | Spanien | 4:3 (2:0) |

### Abschlussplatzierungen
| Platz | Team        |
| ----- | ----------- |
|       | Indien      |
|       | Spanien     |
|       | Sowjetunion |
| 4.    | Polen       |
| 5.    | Kuba        |
| 6.    | Tansania    |

### Teilnehmer

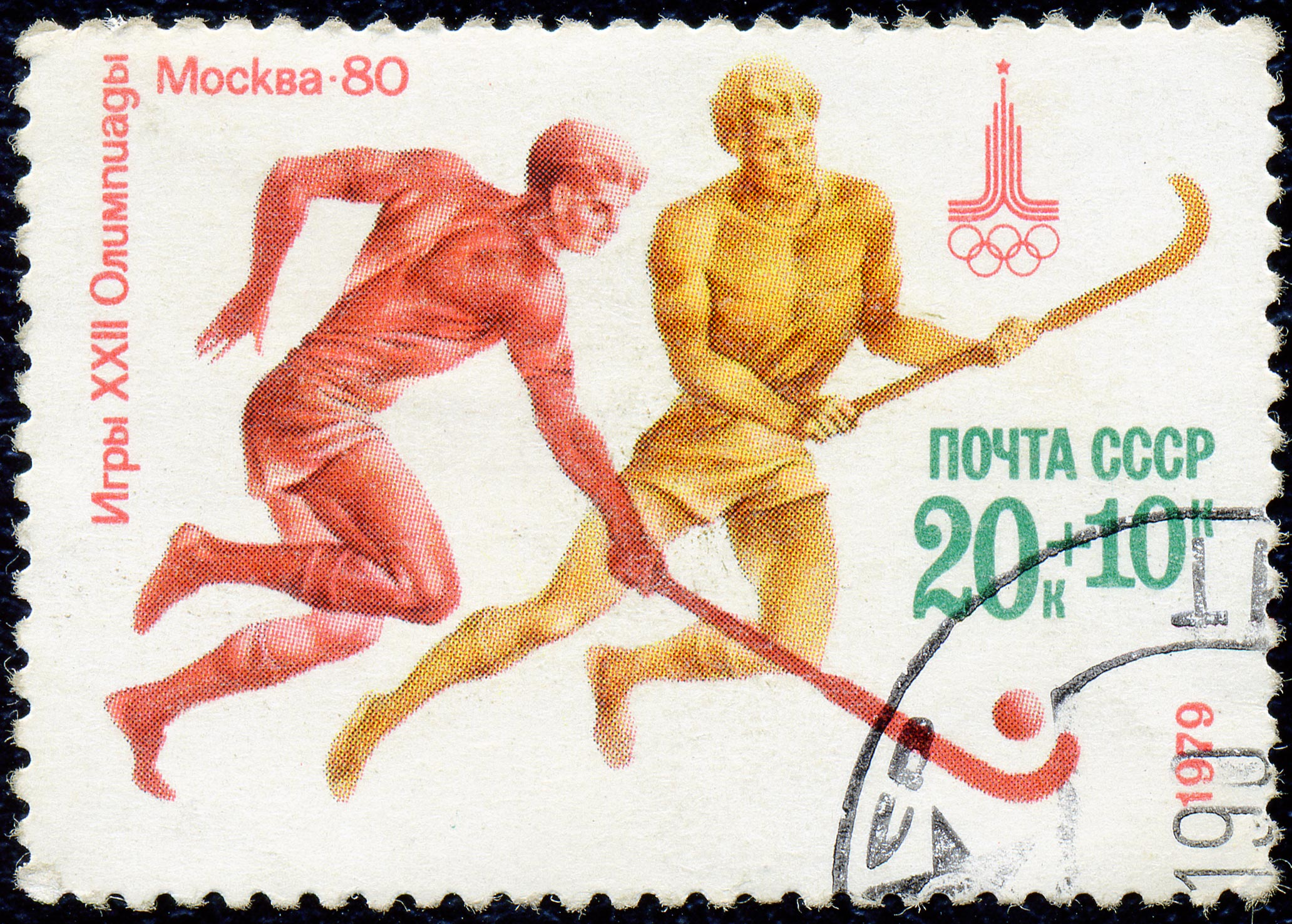
Hockey-Briefmarke der UdSSR aus einem Olympia-Satz 1979

| | | | 4 | 5 | 6 |
| Indien | Spanien | Sowjetunion | Polen | Kuba | Tansania |
| --- | --- | --- | --- | --- | --- |
| Schofield Allan Bir Bahadur Chettri Dung Dung Sylvanus Rajinder Singh Deavinder Singh Gurmail Singh Vasudevan Baskaran Somaya Maneypanda Ravinder Pal Singh Charanjit Kumar Merwyn Fernandis Zafar Iqbal Maharaj Krishan Kaushik Amarjit Rana Singh Shahid Mohamed Surinder Singh | José Miguel Gracia Juan Amat Santiago Malgosa Carlos Roca Rafael Garralda Francisco Fábregas Ricardo Cabot Durán Juan Luis Coghen Miguel Chaves Sánchez Juan Arbós Perarnau Juan Pellón Fernández Jaime Arbós Serra Miguel de Paz Javier Cabot Durán Paulino Monsalve Jaime Zumalacárregui | Farit Sigangirow Oleg Sagorodnew Alexander Sytschow Wladimir Pleschakow Sergei Pleschakow Leonid Pawlowski Michail Nitschepurenko Alexander Mjasnikow Wjatscheslaw Lampejew Sergei Klewzow Sos Hajrapetjan Alexander Gussew Alexander Gontscharow Wiktor Deputatow Waleri Beljakow Minneula Asisow | Zygfryd Józefiak Krzysztof Głodowski Andrzej Mikina Krystian Bąk Włodzimierz Stanisławski Leszek Hensler Jan Sitek Jerzy Wybieralski Leszek Tórz Zbigniew Rachwalski Henryk Horwat Leszek Andrzejczak Andrzej Myśliwiec Adam Dolatowski Jan Mileniczak Mariusz Kubiak | Ángel Mora Severo Frometa Bernabé Izquierdo Edgardo Vázquez Héctor Pedroso Tomás Varela Raúl García Jorge Mico Rodolfo Delgado Lazaro Hernández Juan Blanco Juan Caballero Roberto Ramírez Ángel Fontane Ricardo Campos Juan Ríos | Leopold Gracias Benedict Mendes Soter Da Silva Abraham Sykes Youssef Manwar Jaypal Singh Mohamed Manji Rajabu Rajab Jasbir Virdee Islam Islam Stephen Da Silva Frederick Furtado Taher Ali Hassan Ali Anoop Mukundan Patrick Toto Julius Peter |

## Damen
Für das erste olympische Turnier der Damen waren neben Gastgeber Sowjetunion fünf Nationen nominiert: Niederlande, Deutschland, Großbritannien, Neuseeland und die USA. Diese sagten alle ab. Es kamen schließlich die Tschechoslowakei, Österreich, Polen, Indien und Simbabwe.
Simbabwe, vormals Rhodesien, war am 18. April 1980 unabhängig geworden, der simbabwische Hockeyverband wurde erst im Nachherein in den Welthockeyverband FIH aufgenommen. Die Mannschaft war erst im Mai 1980 zusammengestellt worden, als die FIH Teilnehmer suchte, und bestand ausschließlich aus weißen Spielerinnen. Die Spielertrainerin Anthea Stewart hatte zuvor 25 Länderspiele gemacht, zum Teil für Südafrika. Die Mannschaft beendete das Turnier ohne Niederlage und gewann die Goldmedaille. Nach den Spielen zerfiel das Team.

### Turniermodus, Spiele
Gespielt wurde eine einfache Runde „jeder gegen jeden“. Gold, Silber und Bronze erhielten der 1., 2. bzw. 3.
| 25. Juli | 11:00 | Polen       | – | Simbabwe         | 0:4 (0:2) |
|          | 12:45 | Österreich  | – | Indien           | 0:2 (0:1) |
|          | 17:00 | Sowjetunion | – | Tschechoslowakei | 2:0 (0:0) |
| 27. Juli | 13:00 | Indien      | – | Polen            | 4:0 (2:0) |
|          | 14:45 | Simbabwe    | – | Tschechoslowakei | 2:2 (0:2) |
|          | 17:00 | Sowjetunion | – | Österreich       | 0:2 (0:2) |
| 28. Juli | 13:00 | Indien      | – | Tschechoslowakei | 1:2 (1:0) |
|          | 14:45 | Österreich  | – | Polen            | 3:0 (2:0) |
|          | 17:00 | Sowjetunion | – | Simbabwe         | 0:2 (0:1) |
| 30. Juli | 15:30 | Sowjetunion | – | Polen            | 6:0 (3:0) |
|          | 15:30 | Indien      | – | Simbabwe         | 1:1 (0:0) |
|          | 17:15 | Österreich  | – | Tschechoslowakei | 0:5 (0:3) |
| 31. Juli | 10:00 | Polen       | – | Tschechoslowakei | 0:1 (0:0) |
|          | 11:45 | Österreich  | – | Simbabwe         | 1:4 (1:1) |
|          | 15:30 | Sowjetunion | – | Indien           | 3:1 (2:0) |

| Tabelle, Rangliste | Tabelle, Rangliste | Tabelle, Rangliste | Tabelle, Rangliste | Tabelle, Rangliste | Tabelle, Rangliste | Tabelle, Rangliste | Tabelle, Rangliste | Tabelle, Rangliste | Tabelle, Rangliste |
| Platz              | Team               | Simbabwe           | Tschechien         | Sowjetunion        | Indien             | Osterreich         | Polen 1980         | Tore               | Punkte             |
| ------------------ | ------------------ | ------------------ | ------------------ | ------------------ | ------------------ | ------------------ | ------------------ | ------------------ | ------------------ |
|                    | Simbabwe           |                    | 2:2                | 2:0                | 1:1                | 4:1                | 4:0                | 13:04              | 8                  |
|                    | Tschechoslowakei   | 2:2                |                    | 0:2                | 2:1                | 5:0                | 1:0                | 10:05              | 7                  |
|                    | Sowjetunion        | 0:2                | 2:0                |                    | 3:1                | 0:2                | 6:0                | 11:05              | 6                  |
| 4.                 | Indien             | 1:1                | 1:2                | 1:3                |                    | 2:0                | 4:0                | 09:06              | 5                  |
| 5.                 | Österreich         | 1:4                | 0:5                | 2:0                | 0:2                |                    | 3:0                | 06:11              | 4                  |
| 6.                 | Polen              | 0:4                | 0:1                | 0:6                | 0:4                | 0:3                |                    | 00:18              | 0                  |

### Teilnehmerinnen
| | | | 4 | 5 | 6 |
| Simbabwe | Tschechoslowakei | Sowjetunion | Indien | Österreich | Polen |
| --- | --- | --- | --- | --- | --- |
| Sarah English Ann Grant Brenda Phillips Patricia McKillop Sonia Robertson Trish Davies Maureen George Linda Watson Susan Huggett Gill Cowley Elizabeth Chase Alexandra Chick Helen Volk Christine Prinsloo Arlene Boxhall Anthea Stewart | Lenka Vymazalová Marta Urbanová Marie Sýkorová Iveta Šranková Viera Podhányiová Květa Petříčková Jana Lahodová Alena Kyselicová Jiřina Křížová Jarmila Králíčková Jiřina Kadlecová Ida Hubáčková Berta Hrubá Jiřina Hájková Jiřina Čermáková Milada Blažková | Galina Inschuwatowa Ludmila Frolowa Nelli Gorbatkowa Walentina Sasdrawnych Nadeschda Owetschkina Natella Krasnikowa Natalja Bykowa Lidija Glubokowa Galina Wjuschanina Natalja Busunowa Leila Achmerowa Nadeschda Filippowa Jelena Gurjewa Tatjana Jembachtowa Tatjana Schwyganowa Alina Cham | Margaret Toscano Sudha Chaudhry Gangotri Bhandari Rekha Mundphan Rup Kumari Saini Varsha Soni Eliza Nelson Prem Maya Sonir Nazleen Madraswalla Selma d'Silva Lorraine Fernandes Harpreet Gill Balwinder Kaur Bhatia Nisha Sharma Geeta Sareen Hutoxi Bagli | Patricia Lorenz Sabine Blemenschütz Elisabeth Pistauer Andrea Kozma Brigitta Pecanka Brigitte Kindler Friederike Stern Regina Lorenz Eleonore Pecanka Ilse Stipanovsky Andrea Porsch Erika Csar Dorit Ganster Eva Cambal Ulrike Kleinhansl Jana Cejpek | Małgorzata Gajewska Bogumiła Pajor Jolanta Sekulak Jolanta Błędowska Lucyna Matuszna Danuta Stanisławska Wiesława Ryłko Maria Kornek Lidia Zgajewska Małgorzata Lipska Jadwiga Kołdras Dorota Bielska Halina Kołdras Michalina Plekaniec Lucyna Siejka Dorota Załęczna |